# Сентиментальная ценность
«Сентиментальная ценность» (англ. Sentimental Value) — художественный фильм режиссёра Йоакима Триера, написавшего сценарий в соавторстве с Эскилем Фогтом. Главные роли в фильме исполнили Ренате Реинсве, Инга Ибсдоттер Лиллеас, Стеллан Скарсгард, Эль Фэннинг и Кори Майкл Смит. Мировая премьера состоялась 21 мая 2025 года на Каннском кинофестивале, где фильм получил Гран-при.

## Сюжет
Сюжет фильма описывается как портрет семьи из Осло, дома, в котором они живут уже несколько поколений, и того, как прошлое может повлиять неожиданным образом на их жизнь.

## В ролях
- Ренате Реинсве — Нора Берг
- Инга Ибсдоттер Лиллеас — Агнес Берг Петтерсен
- Стеллан Скарсгард — Густав
- Эль Фэннинг — Рейчел Кемп
- Кори Майкл Смит — Сэм
- Кэтрин Коэн — Никки
- Бьорн Александр — Стиан
- Лена Эндре — Ингрид
- Пиа Боргли — Тея
- Йеспер Кристенсен — Микаэль
- Саша Сленгесон Балгобин — медсестра
- Джонас Якобсен — Андерс

## Производство
В актёрский состав вошли Ренате Реинсве, Инга Ибсдоттер Лиллеас, Стеллан Скарсгард, Эль Фэннинг и Кори Майкл Смит. Съёмки начались в августе 2024 года в Осло.

## Отзывы и оценки
На сайте Rotten Tomatoes фильм имеет рейтинг 95 % основанный на 41 отзыве.

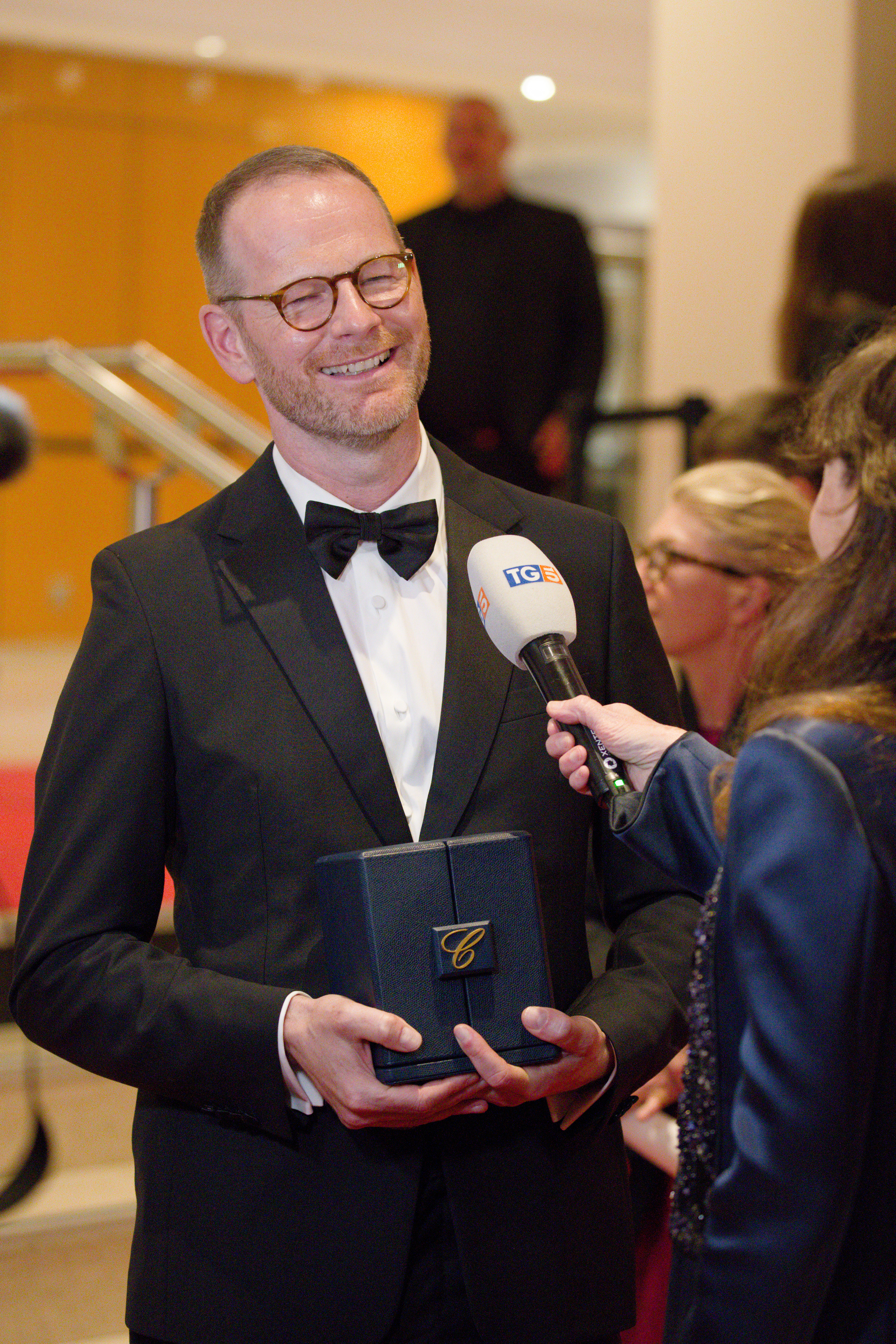
Режиссёр фильма Йоахим Триер на Каннском кинофестивале.

В своей рецензии для Deadline Пит Хаммонд пишет, что сценарий Йоахима Триера и Эскиля Фогта сумел пропитать эту семейную драму тонкими, тихими моментами и ненавязчивым напряжением. «Сентиментальная ценность» — это фильм, который удивляет, является более медитативным, чем ожидалось, но при этом не выходит из головы так быстро. Концовка идеально подобрана по времени и стоит ожидания, потому что она человеческая и содержательная, граничащая с сентиментальностью. Настоящая сила природы в «Сентиментальной ценности» — Стеллан Скарсгард, и фильм оживает с каждой минутой его присутствия на экране. Инга Ибсдоттер Лиллеас также стала откровением в роли младшей невестки — настоящая удача, а Элль Фаннинг просто великолепна в роли второго плана. Хаммонд также однозначно хвалит выдающееся оформление Йоргена Стангегье Ларсена и безупречную операторскую работу Кастера Туксена.
Томас Шульце в своей рецензии объясняет, что Йоахим Триер использует конструкцию подготовки Густава к фильму, чтобы дать постоянный комментарий о состоянии кино и его индустрии. Однако это всегда делается настолько технически идиотским способом, чтобы аутсайдеры оставались в стороне. Несмотря на ловкие дополнения, всплески цвета, такие как хитроумные флэшбеки, освещающие историю семейного дома, словно вы смотрите на солнце, или ключевая сцена из одной из старых работ Густава[кого?], которая многое о нём рассказывает, Триер и его отважные коллеги перед и за камерой никогда не теряют из виду, то, о чём они говорят. Они сделали это средствами самого нежного фильма Бергмана, который Бергман никогда не снимал, позволив персонажам сказать своими действиями и взглядами то, что они никогда не смогли бы сделать словесно. Таким образом, они отправили зрителей в путешествие, которое не отходит от семейного очага слишком далеко, но при этом остаётся ощущение, что вы попали в другую галактику и вернулись обратно".
Михаэль Мейнс, кинокорреспондент Гильдии немецких артхаусных кинотеатров, отмечает, что в фильме семейный дом становится еще одним главным героем уже в первой серии. Его история рассказывается в быстром темпе монтажной последовательности, повествующей о радостях и горестях, которые слышали стены, и о том, что происходило на вечеринках на половицах.